# Gosh (Arménie)
Pour les articles homonymes, voir Gosh.
Gosh ou Goch (en arménien Գոշ) est une communauté rurale du marz de Tavush, en Arménie. Elle compte 1 155 habitants en 2008.
Le monastère de Gochavank est situé tout près de cette localité.